# Histoire de la Belgique de 1945 à 1993
Dès la Libération la question royale éclate. Elle est liée à toute l'histoire de la monarchie belge. C'est la donnée centrale des années qui suivent la Libération, et dont les gouvernements successifs auront aussi à assurer la reconstruction du pays.

## La reconstruction
L'appareil économique du pays a été relativement épargné par la guerre ce qui facilitera la remise en route de l'économie et entretiendra la Wallonie dans l'illusion que cet appareil n'aurait pas à s'adapter aux mutations économiques et techniques. Le Premier Ministre Achille van Acker lance la fameuse bataille du charbon. Pour la gagner, on fait d'abord appel aux prisonniers de guerre allemands (William Dunker est le fils d'un de ces prisonniers resté au pays et y ayant épousé une jeune femme d'origine italienne), puis à la main d'œuvre italienne à la suite d'une transaction avec le Gouvernement italien qui trouvera son épilogue tragique dans la catastrophe du Bois du Cazier, la plus grave catastrophe minière de l'histoire des charbonnages. Puisque la majorité des mineurs tués étaient italiens même si le mineur belge wallon y prit sa part également de même que des travailleurs venus de partout[Quoi ?].
Les résultats des élections de 1946 à 1950 permettent de se faire une idée du climat dans lequel se déroula cette reconstruction de même que du rapport de force avant l'épilogue de la question royale, puis à la veille de la question scolaire (1954).
| Années | Communistes | Socialistes | Libéraux | Nationalistes flamands | Catholiques | UDB  |
| 1946   | 12,68 %     | 31,56 %     | 8,92     |                        | 42,53       |      |
| 1949   | 7,48 %      | 29,75       | 15,25    | 2,06                   | 43,56       | 2,16 |
| 1950   | 4,74 %      | 34,51       | 11,25    |                        | 47,68       |      |
| 1954   | 3,57 %      | 37,34       | 12,15    | 2,20                   | 41,14       |      |

## La question royale
Une majorité des Wallons, la gauche et les libéraux s'opposent au retour de Léopold III. Le PSC-CVP ainsi que les Flamands, qui ont le sentiment que le roi comprend leurs aspirations, veulent qu’il règne à nouveau. Finalement, une Consultation populaire (référendum consultatif) tranche la question le 11 mars 1950. Mais si la majorité de la Flandre, à plus de 70 %, rappelle le roi, une majorité de Bruxellois et de Wallons n’en veulent plus : au total, vu le poids de la Flandre, 57 % de Belges votent pour le roi. Celui-ci revient le 22 juillet et c’est alors qu’éclate en pays wallon une véritable insurrection ponctuée par des dizaines d’attentats à l’explosif, l’éclatement d’une grève générale, la formation d’un gouvernement wallon séparatiste dans les dernières heures de juillet, à la suite du tragique incident de Grâce-Berleur, épilogue de la question royale. Le roi se retire. La Belgique vient de vivre les heures les plus graves de son histoire intérieure. Le drame rebondit : le 11 août, lorsque le Prince Royal Baudouin Ier se prépare à jurer fidélité à la Constitution, un cri s’élève des travées : "VIVE LA REPUBLIQUE !". Il fut attribué à Julien Lahaut, qui en assuma la responsabilité. Le 18, il était assassiné à son domicile de Seraing.

## La question scolaire
Après qu'un gouvernement homogène PSC eut gouverné le pays de 1950 à 1954 (il détenait la majorité absolue au Sénat et à la Chambre), il fut battu aux élections de 1954. Un gouvernement PSB-Libéraux présidé par Achille van Acker se mit en place après les élections. Il adopta toute une série de mesures dans le domaine scolaire à l'initiative de Léo Collard, ministre de l'instruction publique. Ces mesures déclenchèrent une vive opposition dans les rangs chrétiens, couronnée par une impressionnante manifestation de masse à Bruxelles le 15 mars 1955. Il semble bien que dans cette manifestation, l'élément flamand dominait largement, et c'est surtout en Flandre que les actions les plus dures apparurent (rues dépavées, les ministres conspués, drapeaux noirs accrochés aux églises...).
La loi mise en cause fut cependant votée. Mais la coalition qui l'avait fait voter perdit les élections de 1958 qui virent le PSC progresser et même obtenir la majorité absolue (en sièges) au seul Sénat cependant. Après qu'un gouvernement minoritaire social-chrétien homogène eut été mis en place, des discussions furent engagées entre les partis nationaux. Le Pacte scolaire fut signé le 6 novembre 1958. Les libéraux rejoignirent le Gouvernement. Et la loi consacrant le pacte scolaire fut votée le 29 mai 1959.
Avec la guerre scolaire se termine la phase des tensions entre les deux communautés, contrôlées et dirigées par les partis sur le plan national. Comme pour la question royale, les partis sont unis, éléments wallons et flamands compris. Les catholiques wallons (30 % environ du corps électoral wallon), défendent énergiquement l'école libre et les socialistes flamands (29 % du corps électoral flamand), sont foncièrement anticléricaux. Mais la pensanteur wallonne ou flamande, selon les cas, en révèle néanmoins le catactère ethnique et régional sous-jacent.

## L'indépendance du Congo

L'Empire colonial belge en 1945

La Belgique avait réussi à se tailler un Empire colonial étendu en Afrique, le quatrième du monde après les Empires anglais, français et russe. Ce n'était pas là le seul aspect de l'impérialisme belge (si l'on entend par là la propension des pays les plus développés à diffuser leur développement à travers le monde, y imposant leur supériorité). En effet, le savoir-faire industriel wallon avait fait merveille en Chine et en Russie (construction de chemins de fer), en Allemagne (voir les Wallons dans l'industrie allemande), en Suède (avant 1830), en Égypte. Raoul Warocqué recevait les ambassadeurs de Chine en Europe dans sa propriété de Morlanwelz-Mariemont...
Le colonialisme s'arrête de facto en 1945 avec l'abolition du travail obligatoire. Néanmoins l'indépendance politique ne viendra qu'en 1960. Pendant 15 ans, les populations congolaises auront le temps de se préparer à la prise de pouvoir politique. Prise de pouvoir que les autorités belges vont préparer de façon laxiste[réf. nécessaire]. Ces quinze années sont propices au développement des haines interethniques.
Comme exposé dans le chapitre sur la colonisation, le développement technique du Congo est considérable. Il existe même une industrie sidérurgique au Katanga et le chiffre de la population noire y est en augmentation. De très nombreuses écoles existent, en grande partie tenues par les missionnaires catholiques. La première école secondaire pour noirs est construite en 1955 et deux universités sont fondées. En 1957 intervient l'abolition de la ségrégation de fait qui régnait dans le pays, les « évolués » et les religieux en étant, en général, exemptés, mais de façon variable, car aucune ségrégation raciale n'est explicitement prévue en tant que telle dans les lois. D'ailleurs, des européens se mettent parfois en ménage avec des femmes noires sans soulever autre chose que la gêne et l'ostracisme. Le niveau de vie des noirs est, de fait, le plus élevé des populations indigènes d'Afrique, 90 dollars. Les guerres d'Indochine et d'Algérie, puis la crise de Suez en 1956 font craindre que, par contamination, des mouvements rebelles se manifestent au Congo. En effet, en 1956 est publié le manifeste indépendantiste de « Conscience Africaine ». Le roi Baudouin effectue une visite officielle en 1955, qui se déroule triomphalement, les noirs investissant leurs espérances dans un souverain qu'ils croient, à tort, détenteur d'un pouvoir absolu. Un intellectuel progressiste, le professeur Van Bilsen publie le plan Van Bilsen qui prévoit une indépendance pour l'année 1980. Mais, en 1958, le général de Gaulle, président français et figure de proue de la Résistance pendant la guerre, promet l'indépendance à 13 États africains. C'est le signal d'un lâcher-tout en général en Afrique.

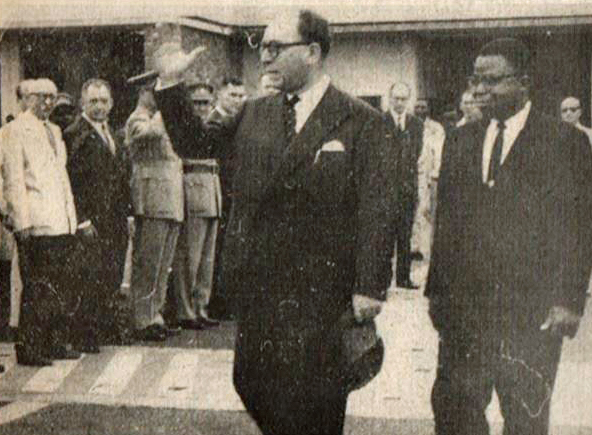
Joseph Kasa-Vubu et le gouverneur général du Congo belge Cornelis.

Après quatre années d'effervescence nationalistes et l'émeute du 4 janvier 1959, le gouvernement belge annonce vouloir accorder l'indépendance au Congo et fixe la date au 30 juin 1960 après les négociations de la Table ronde de Bruxelles. Les partis les plus anticoloniaux gagnent les élections législatives et présidentielles. Joseph Kasa-Vubu est élu Président et Patrice Lumumba Premier ministre. Le 30 juin 1960, la colonie du Congo belge accède à l'indépendance après seulement six mois de préparation hâtive. 
La réplique tant redoutée d'une sorte de guerre d'Indochine se transforme en « crise congolaise ».Les soldats congolais se mettent à persécuter les blancs voulant s'accrocher à leurs privilèges. Tandis que les anciens colons fuient massivement le Congo, les parachutistes belges débarquent pour protéger leurs ressortissants suivis de troupes d'infanterie, de la marine et de l'aviation. En une dizaine de jours, l'armée belge débarque 10 000 hommes au Congo.
Le Premier ministre congolais Patrice Lumumba appelle alors l'Union Soviétique à l'aide, appel irréaliste, cette puissance n'ayant pas, à l'époque, les moyens d'une intervention militaire qui aurait provoqué une réplique américaine au risque d'une guerre mondiale. Mais l'O.N.U. condamne l'intervention de la Belgique dont les troupes doivent se retirer du Congo.
La Belgique, craignant une nationalisation des ressources naturelles, va soutenir les sécessions de deux provinces minières : le Katanga et le Sud-Kasai. Joseph-Désiré Mobutu s'emparera du pouvoir, et enverra Lumumba en prison au Katanga, où il sera assassiné. Plusieurs opérations militaires belges seront encore nécessaires pour protéger les ressortissants européens. Ensuite, les relations diplomatiques avec l'ancienne colonie resteront encore longtemps difficiles. À partir de 1980, la corruption et la mauvaise gestion du régime du maréchal Mobutu, d'abord soutenu par les Belges et les Américains, va plonger le Congo dans la misère et la guerre civile. 
Après le renversement de Mobutu, les relations entre la Belgique et son ancienne colonie ont repris et se développent avec des hauts et des bas. Des entreprises belges travaillent encore au Congo et une importante colonie congolaise émigrée de plus de 10 000 personnes est installée en Belgique, notamment dans la commune bruxelloise d'Ixelles, dans un quartier qui a pris le surnom de Matonge, nom emprunté à celui d'une commune de Kinshasa, ex Léopoldville, la capitale de la République démocratique du Congo.

## Évolution économique
La crise charbonnière qui intervient à partir du milieu des années cinquante, du fait de la faible rentabilité des gisements et de la réorientation des besoins énergétiques vers les hydrocarbures frappe de plein fouet la Wallonie. Les gisements charbonniers y étaient moins rentables qu'en Campine, qui, en raison d'une mise en valeur plus tardive, disposaient d'un équipement plus moderne. La crise charbonnière dans les bassins wallons va être suivie de difficultés dans des secteurs métallurgiques lourds, comme les constructions ferroviaires, puis par la crise de la sidérurgie. La chimie wallonne, axée sur la carbochimie, est également touchée.

### La grève générale de 1960-1961 et ses suites

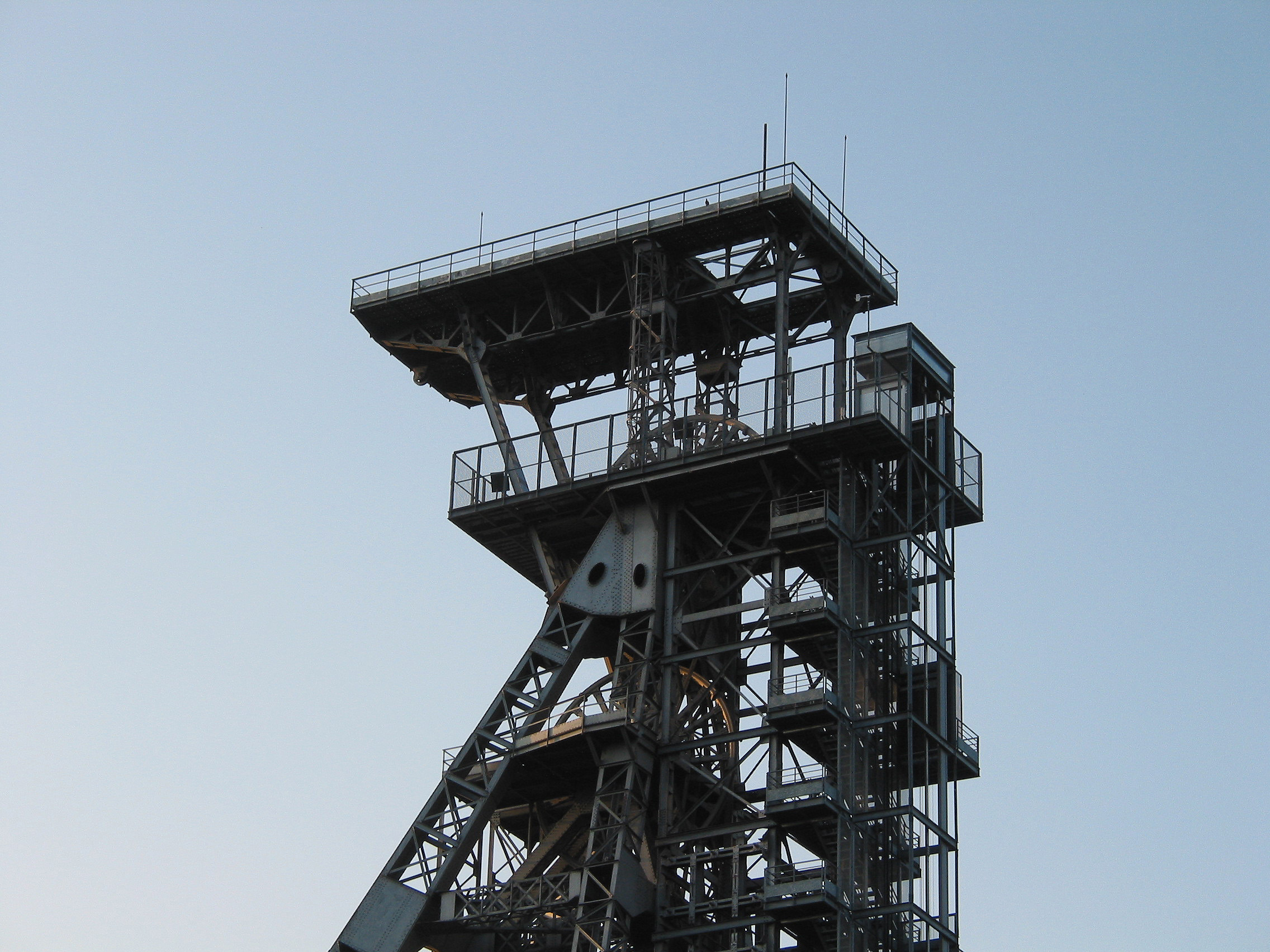
Châssis à molette de l'ancien charbonnage (reconstitué en 2000) du "Crachet" à Frameries.

La grève générale de l'hiver 1960-1961 fut déclenchée contre un programme d'austérité du gouvernement Eyskens. Elle commence par un mouvement de débrayage spontané des dockers anversois entraînant avec eux les travailleurs de l'industrie automobile. Mais on s'accorde à dire que le wallon André Renard en fut l'âme. Elle a impressionné par son caractère de grève générale et par certains aspects spontanés de ses épisodes au point d'attirer l'attention de Cornelius Castoriadis dans Socialisme ou barbarie. En Wallonie, le mouvement était renforcé par l'inquiétude suscitée par la fermeture progressive des charbonnages, qui avaient été l'un des piliers de la richesse régionale et nationale. Un seul charbonnage survivra aux années 1960, celui de Roton.
Assez rapidement, la grève s'essouffla dans le Nord du pays où, cependant, André Renard avait été splendidement accueilli, notamment à Anvers. De fait, le mouvement fut dirigé par une coordination des fédérations wallonnes de la Fédération générale du travail de Belgique à Namur.
Cette grève va déboucher sur la revendication de l'autonomie économique wallonne et de réformes de structures en vue de mieux contrôler le développement wallon et, par là même, faire face aux difficultés économiques de la Wallonie. C'est d'elle que naît le M.P.W., Mouvement populaire wallon. En 1962 ce mouvement prendra position dans la question des Fourons. Il s'agissait de villages de la province de Liège qu'une loi allait rattacher à la province du Limbourg sans consultation des habitants, la conséquence en étant la flamandisation de la vie publique. En conséquence, en 1963, un vaste Pétitionnement wallon et bruxellois recueillera plus de 600 000 signatures de protestation. Dans le sillage du M.P.W. vont alors naître des partis comme le Parti wallon des travailleurs, puis le Rassemblement wallon. Simultanément à la crise économique qui va poindre à la fin des années soixante du fait du vieillissement de la structure économique wallonne, apparaissent des tentations indépendantistes, tant au nord du pays qu'au sud, mais elles restent très minoritaires.
On peut dire qu'après la question royale et avant la Crise de Louvain, la grève générale de l'hiver 1960-1961 est l'événement qui va mener à une profonde transformation de la distribution des pouvoirs en Belgique. C'est le début d'une évolution qui conduira au fédéralisme. C'est dans ce contexte que grandit dans certains milieux la tentation d'un coup d'état. On parle d'extrême droite et d'anciens de la résistance durant l'occupation allemande qui craignent que l'évolution politique conduise la Belgique à l'effacement. C'est dans ce contexte de crise politique et économique que le parlement apprend l'existence d'un réseau clandestin créé en vue d'une nouvelle résistance à un futur occupant soviétique,. D'autre part, la sûreté de l'État, la police et la gendarmerie seront, à partir de cette période, progressivement obligées par le pouvoir politique de se rapprocher dans une action commune pour traquer des terroristes belges qui se réclament d'une gauche violente,.

### Progrès économiques et sociaux
Cependant, lors des élections qui suivent la violente grève de 60, les socialistes, à la surprise générale, se maintiennent. Le PSC perd sa majorité absolue au Sénat et recule de manière générale tandis que les libéraux n'effectuent pas de progrès significatifs. Finalement, se met en place un grand gouvernement de centre-gauche avec le PSC et le PSB, présidé par Théo Lefèvre. La mise en place de ce type de coalition qu'on a parfois considérée comme s'apparentant au travaillisme, coïncide avec ce que l'on appelle les golden sixties marquées par la coïncidence presque parfaite entre croissance économique généralisée et progrès social, cela tant en Belgique que dans la plupart des pays développés. Cependant, cette évolution ne suffit pas à compenser le déclin économique wallon. On pourrait dire que la Belgique a le gouvernement qui, idéologiquement, correspond le mieux au contexte économique et social, ce qui n'empêchera pas ce gouvernement d'être vivement critiqué tant à gauche (lois sur le maintien de l'ordre), qu'à droite (notamment par les médecins), ou également par le mouvement flamand (marches flamandes sur Bruxelles), ou le mouvement wallon (pétitionnement wallon de 1963).

## Revendications linguistiques: vers un plus grand fédéralisme

### La fixation de la frontière linguistique

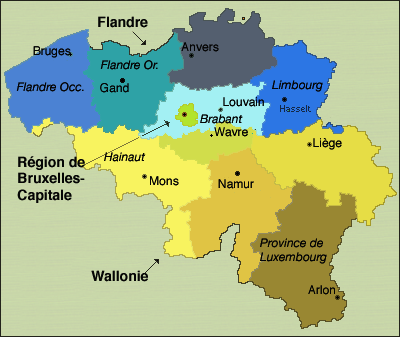
Régions et provinces: remodelage des provinces selon la frontière linguistique: Comines (enclave jaune dans le bleu de la Flandre Occ.) et Mouscron (pointe avancée du Hainaut vers Comines) sont réunies à cette province, les Fourons (enclave bleue dans Liège) sont réunis au Limbourg

Frontière linguistique de 1963: au N, la Flandre (néerlandais), au S la Wallonie (français), au centre Bruxelles (bilingue), à l'ouest enclave wallonne de Comines, à l'est celle (flamande) des Fourons et la région de langue allemande en bleu

En fait, une frontière linguistique avait déjà été tracée en 1932. En 1962, il s'agit comme on disait dans ces années-là de la "clicher", soit de la fixer définitivement alors que certains passages de communes de la Wallonie en Flandre ou l'inverse était encore possible en 1932 (ou de Bruxelles à la Flandre et l'inverse).
Le premier projet de clichage de la frontière linguistique fut déposé à la Chambre le 14 novembre 1961. En fait le Centre Harmel avait longuement étudié cette question depuis 1950 et proposé l'homogénéisation la plus complète des provinces et des arrondissements. Au contraire le Ministre Arthur Gilson proposait que certaines communes wallonnes ou francophones (Mouscron par exemple), gardent leur régime linguistique, mais demeurent (comme Mouscron), dans la province de Flandre-Occidentale. Les Flamands et Wallons plus radicaux voulaient en revanche mieux faire apparaître, par le tracé de cette frontière, les entités Flandre et Wallonie et comme ils étaient dominants dans le Centre Harmel, leur point de vue prévalut, ce qui alerta les partisans du maintien de l'unité de l'État. On ne peut selon eux faire apparaître sans péril les deux éléments essentiels constitutifs de l'État: population et territoire; il suffirait d'y ajouter, le moment favorable venu, des institutions politiques autonomes pour que la Belgique disparaisse.. Assez curieusement, Flamands et Wallons s'étaient entendus au sein du Centre Harmel pour maintenir les Fourons en Flandre (dans la province de Limbourg) et d'ailleurs sur tout le tracé de la frontière, les Wallons cherchant à éviter l'affrontement sur les Fourons pour ne pas mécontenter leurs interlocuteurs flamands très mécontents du sort de la commune d'Enghien qui de Flandre était passée en Wallonie dans les années 1930.
C'est l'opposition de la population des Fourons elle-même à l'esprit prévalant dans la fixation de la frontière linguistique qui envenima les discussions. Finalement, sur le vote de l'ensemble du projet, tant à la Chambre qu'au Sénat - et cela à cause des seuls Fourons - la frontière linguistique fut adoptée à la suite d'un vote qui opposait les Flamands majoritaires dans les deux chambres aux Wallons minoritaires. La question des Fourons allait empoisonner la vie politique belge pendant longtemps. En revanche, dans l'agglomération bruxelloise, le projet gouvernemental prévoyait l'annexion à celle-ci de six communes Wemmel, Drogenbos, Linkebeek, Rhode-Saint-Genèse, Wezembeek-Oppem et Kraainem. Le mouvement flamand s'y opposa au travers de manifestations violentes. Devant l'impossibilité de trancher, le Premier Ministre alla remettre sa démission au Roi qui la refusa. Il convoqua alors un conclave à Val Duchesse qui parvint à un compromis: tout en restant en Flandre, les six communes se voyaient octroyer un régime spécial dit de facilités pour les francophones. Ce compromis fut entériné au Parlement à de fortes majorités en juillet 1963. La question du sort de ces six communes est toujours en débat actuellement.

### L'expulsion des francophones de Louvain
La question de Louvain, traitée en détail à la page Crise de Louvain, considérée sur le plan national, mit surtout fin au gouvernement de coalition présidée par M. Paul Vanden Boeynants qui avait décidé de mettre les Problèmes communautaires en Belgique au frigo. Le plus grand parti politique belge d'alors, le PSC se scinda en une aile flamande et une aile francophone qui le deviendront de plus en plus finissant par former deux partis distincts. À Bruxelles, se créa un PSC francophone sous la houlette de François Persoons qui allait finalement passer au FDF et une tentative de regroupement des Bruxellois francophones et néerlandophones sous la houlette de Paul Vanden Boeynants. Malgré le succès très grand de cette liste dans l'agglomération bruxelloise, les partis dits communautaires progresseront tant en Flandre (Volksunie), qu'en Wallonie (Rassemblement wallon) et à Bruxelles (FDF).

### La première réforme de l'État: instauration des communautés
Fin 1968 allait se créer un gouvernement de coalition groupant les sociaux-chrétiens et les socialistes qui allait s'attaquer à la première réforme de l'État dont devait déboucher en 1970 la mise en place des deux grandes communautés de Belgique appelées alors Communauté de langue néerlandaise et Communauté de langue française avec chacune un Parlement composé soit des sénateurs et députés néerlandophones, soit des sénateurs et députés francophones, mais sans exécutifs. Quant aux Régions, leur principe était reconnu par l'article 107 quater de la Constitution (dans la numérotation d'alors), mais sans mise en œuvre effective de leur fonctionnement qui ne devait intervenir qu'après de longs débats en août 1980, au moins pour la Flandre et la Wallonie, la question de la Région de Bruxelles-Capitale n'étant définitivement tranchée quant à son fonctionnement qu'en 1988.

### Poursuite de la réforme: la régionalisation d'août 1980
Dans un contexte de crise économique, les revendications des plus engagés des partisans flamands et wallons ne suffisent pas à masquer un autre péril apparu dans les années soixante, celui de groupuscules et de réseaux de droite comme de gauche qui se rattachent à des tendances observées à l'étranger. La régionalisation poussée de 1980 masque une crise profonde d'autorité. D'aucuns vont vouloir en profiter à l'aube des années quatre-vingt.

## Crise économique, austérité et terrorisme
Dans les dernières années 1970 et au début des années 1980, le mécanisme typiquement keynésien de l'emprunt et des dépenses publiques pour relancer l'économie s'enraye: l'économie n'est pas relancée et la dette publique grandit. Elle va passer en dix ans (1982-1992), de 2 000 milliards à 12 000 milliards et cela, malgré les efforts d'austérité des deux gouvernements (1982-1985 et 1985-1987), de Wilfried Martens et de Jean Gol, alliant sociaux-chrétiens et libéraux. Malgré des mouvements sociaux très importants (notamment en 1983 la longue grève des services publics et en 1982 les grèves dans la sidérurgie wallonne en vue de sauver celle-ci), ces deux gouvernements maintinrent le cap de l'austérité et cela, malgré la chute du Gouvernement à la suite de la tragédie du Heysel, en 1985, provoquée par une bagarre entre supporters anglais et italiens qui dégénéra en panique générale engendrant de nombreuses victimes.
Par la suite, un sentiment d'insécurité a grandi dans la population du fait des attentats des C.C.C., "Cellules Communistes Combattantes", dont l'action se rattache, au moins par son inspiration, aux événements terroristes italiens et français à la même époque. En même temps, se déclenchaient les attaques sanglantes des "tueurs du Brabant" dans les super marchés de la périphérie bruxelloise, tant en Brabant flamand qu'en Brabant wallon. Considérés par certains, dans la presse et la politique, comme une entreprise occulte de déstabilisation de l'appareil d'État, ces derniers événements sont, par contre, pris pour des faits de grand banditisme par une autre partie de l'opinion publique. Ils ont, en tout cas, amené à une refonte de l'organisation générale des forces de sécurité (police, gendarmerie).

## Avenir de la Belgique

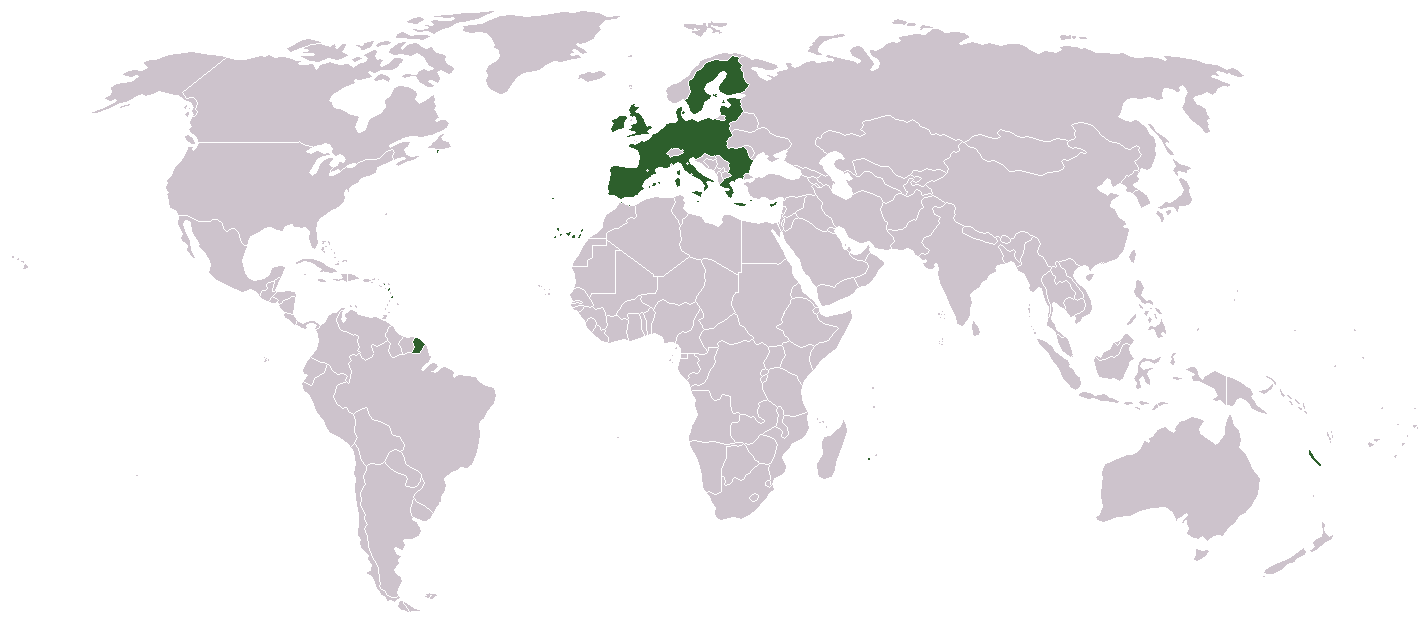
Flandre, Wallonie et Bruxelles sont tournées vers l'Europe

Ancien empire colonial belge

L'apparent rétrécissement des perspectives que pourrait donner l'idée de la division du pays en plusieurs entités fédérées est largement compensé par les nouveaux horizons que se donnent de fait ces nouvelles réalités, soit l'Europe pour chacune d'entre elles, soit la Francophonie pour la Wallonie et Bruxelles, soit de plus vastes engagements dans le monde, à nouveau pour les trois entités belges, soit à travers les relations internationales qu'elles mettent en place, soit à travers les liens maintenus avec les anciennes colonies (Rwanda, République démocratique du Congo, Burundi), soit à travers la participation aux forces militaires de pacification de l'Onu ou de l'Otan en Afrique, au Moyen-Orient, en Afghanistan, en ex-Yougoslavie.